# Нездименко Калістрат Юхимович
Калістрат Юхимович Нездименко (21 вересня 1895, село Бузівка, тепер Магдалинівського району Дніпропетровської області — 1958) — український радянський діяч, голова Оргкомітету Президії ВЦВК по Кам'янець-Подільській області. Член ЦВК Української СРР з 1929 по 1931 рік. Депутат Верховної Ради СРСР 1-го скликання.

## Біографія
Народився в родині селянина-бідняка. Освіта початкова. З тринадцятирічного віку наймитував у поміщицьких економіях. Потім переїхав до Санкт-Петербурга і з 1910 року працював токарем по металу Путіловського заводу.
У 1915 році брав участь у страйку на пароплаві «Ольга» Балтійського флоту, за що був відправлений на німецький фронт.
З 1915 по 1917 рік служив у російській імператорській армії, учасник Першої світової війни. З лютого 1917 року — голова полкового комітету.
У листопаді 1917 — травні 1918 року — командир роти червоногвардійського загону Бондаря в місті Нижньодніпровську Катеринославської губернії. З травня 1918 по травень 1922 року служив у Червоній армії. Брав участь у боротьбі проти українських повстанських загонів на Полтавщині та Катеринославщині.
Член РКП(б) з 1919 року.
З 1922 року — на керівній радянській та партійній роботі на Катеринославщині, Полтавщині та Вінниччині. З 1922 року працював головою виконавчого комітету районної ради. З 1932 року — голова районної планової комісії.
У 1933 році призначений членом партійної трійки Комісії партійного контролю по Вінницькій області.
У 1933—1934 роках — завідувач організаційного відділу і заступник секретаря Вінницького міського комітету КП(б)У. У 1935—1937 роках — голова виконавчого комітету районної ради Вінницької області. З 1934 по 1937 рік обирався членом Вінницького обласного комітету КП(б)У, членом бюро Шепетівського окружного комітету КП(б)У. 
У 1937 році — 1-й секретар Ізяславського районного комітету КП(б)У Шепетівського округу Вінницької області.
У 1937 — травні 1938 року — голова Організаційного комітету Президії ВУЦВК по Кам'янець-Подільській області. У травні 1938 року відкликаний в розпорядження ЦК КП(б)У.
До 1941 року — начальник Дніпропетровського річкового порту Дніпровського пароплавства, спеціальний уповноважений Народного комісаріату річкового флоту СРСР із керівництва річковим флотом в районі Дніпропетровська.
У 1942—1944 роках — начальник Новосибірського річкового порту.
З 1946 року — директор Дніпропетровської кондитерної фабрики.
Подальша доля невідома.

## Звання
- капітан

## Нагороди
- орден «Знак Пошани» (6.09.1943)
- медаль «За перемогу над Німеччиною у Великій Вітчизняній війні 1941—1945 рр.»